# Lacombe
Lacombe je kanadské město v Albertě, které se rozkládá uvnitř calgarsko–edmontonského koridoru ve vzdálenosti 16 km severně od Red Deer a 125 km jižně od Edmontonu. V roce 2016 mělo 13 057 obyvatel.

## Historie
Město je pojmenováno podle misionáře Alberta Lacombeho. Místo bylo osídleno v roce 1883. V roce 1896 bylo uznáno jako vesnice a v roce 1902 jako malé město ("town"). Od roku 2010 má městská práva jako "city".